# Alfred Emmanuel Louis Beurdeley
Pour les articles homonymes, voir Beurdeley.
 (novembre 2016).
Si vous disposez d'ouvrages ou d'articles de référence ou si vous connaissez des sites web de qualité traitant du thème abordé ici, merci de compléter l'article en donnant les références utiles à sa vérifiabilité et en les liant à la section « Notes et références ».
Alfred-Emmanuel Beurdeley, dit Alfred II Beurdeley (Paris, 11 août 1847 - Paris, 20 novembre 1919), est un important ébéniste, antiquaire et collectionneur d'art français.

## Biographie
Alfred-Emmanuel Beurdeley  est le petit fils de Jean Beurdeley (1772-1853) et le fils illégitime de Louis-Auguste-Alfred Beurdeley (1808-1882).
Son grand-père a combattu dans la bataillon de Murat pour Napoléon. Par la suite, il ouvre une petite échoppe dans le quartier du Marais parisien.
En 1830, il fait l'acquisition du Pavillon de Hanovre, sur le boulevard des Italiens, à Paris. Ce lieu devint la galerie de la dynastie Beurdeley. Le père d'Alfred-Emmanuel Beurdeley, Louis-Auguste, reprend l'affaire en 1835. Apprécié pour ses reproductions de meubles du XVIIIe siècle, il compte dans ses clients des personnalités telles que Napoléon III et l'impératrice Eugénie,.
Il faut attendre 1875 pour qu'Alfred-Emmanuel Beurdeley reprenne la galerie et l'ensemble des ateliers de son père. Les ateliers s'emploient principalement à l'ébénisterie, la marqueterie, les bois dorés ainsi que les bronzes. Pour les bronzes, les ateliers travaillent le modelage des modèles, la ciselure et la dorure.
Ébéniste réputé, il remporte une médaille d'or à l'Exposition universelle de Paris, trois ans plus tard (1878).
Cinq ans plus tard (1883), il est fait Chevalier de la Légion d'honneur à la suite de l'Exposition d'Amsterdam.
Son épouse meurt en 1893, il abandonne dès lors ses activités marchandes.
En 1895, il revend la galerie du Pavillon de Hanovre et met fin à la dynastie des ébénistes Beurdeley. Il consacrera le reste de sa vie et de sa fortune à l'acquisition d'objets d'arts (meubles, porcelaines, peintures...).

## La Collection d'art
La collection d'art d'Alfred-Emmanuel Beurdeley compta plus de 28 000 estampes et, en 1900, Beuderley détient le fonds privé le plus important de gravures en Europe.
En 1888, il vend sa collection de 6 115 dessins d'architecture et d'ornement. C'est l'Académie centrale du dessin technique du baron Stieglitz, à Saint-Pétersbourg, qui en fait l'acquisition. Après la révolution de 1917, cette collection intègre le musée de l'Ermitage.
Beurdeley détenait aussi les œuvres suivantes :
- La rêveuse de Fragonard, aujourd'hui au Metropolitan Museum of Art, New York[7].
- 33 planches de la première édition de La tauromaquia de Goya.
- Quatre hommes nus de Pisanello, aujourd'hui au Musée du Louvre, à Paris.